# Grand Prix Miami Formuły 1
Grand Prix Miami – eliminacja mistrzostw świata Formuły 1, rozgrywana na torze Miami International Autodrome od sezonu 2022.

## Historia
W 2018 roku rada miasta Miami podjęła uchwałę dotyczącą organizacji wyścigu Formuły 1. Według założeń pierwszy wyścig miał odbyć się w 2019 roku na ulicznym torze zlokalizowanym w Bayfront Park. Wskutek opóźnień w negocjacjach Grand Prix ostatecznie nie doszło do skutku w 2019 roku.
W kwietniu 2019 roku zrezygnowano z planów organizacji eliminacji w dotychczas zakładanej lokalizacji, podejmując jednocześnie starania nad utworzeniem ulicznego toru w okolicach Hard Rock Stadium. Projekt toru został przedstawiony w październiku i zakładał wykorzystanie parkingów znajdujących się przy stadionie. W styczniu 2020 roku przedstawiona została zmodyfikowana wersja toru, wykluczająca użycie dróg publicznych.
18 kwietnia 2021 roku włączono Grand Prix Miami do kalendarza Formuły 1 na sezon 2022. Poinformowano wówczas, że organizatorzy podpisali z Formułą 1 dziesięcioletni kontrakt.

## Zwycięzcy Grand Prix Miami
| Sezon | Kierowca       | Konstruktor         | Tor                           |        |
| ----- | -------------- | ------------------- | ----------------------------- | ------ |
| 2022  | Max Verstappen | Red Bull-RBPT       | Miami International Autodrome | Wyniki |
| 2023  | Max Verstappen | Red Bull-Honda RBPT | Miami International Autodrome | Wyniki |
| 2024  | Lando Norris   | McLaren-Mercedes    | Miami International Autodrome | Wyniki |
| 2025  | Oscar Piastri  | McLaren-Mercedes    | Miami International Autodrome | Wyniki |
| Sezon | Kierowca       | Konstruktor         | Tor                           |        |

Najwięcej zwycięstw wśród kierowców :
- 2 – Max Verstappen
- 1 – Lando Norris, Oscar Piastri

Najwięcej zwycięstw wśród konstruktorów :
- 2 – McLaren, Red Bull Racing